# گریف آلدریچ
گریف آلدریچ (انگلیسی: Griff Aldrich؛ زادهٔ ۱۹۷۴/۱۹۷۵) بازیکن سابق و سرمربی (بسکتبال) اهل ایالات متحده آمریکا  است.